# Liste der FFH-Gebiete im Landkreis Neustadt an der Aisch-Bad Windsheim
Die Liste der FFH-Gebiete im Landkreis Neustadt an der Aisch-Bad Windsheim zeigt die FFH-Gebiete des mittelfränkischen Landkreises Neustadt an der Aisch-Bad Windsheim in Bayern.
Teilweise überschneiden sie sich mit bestehenden Natur-, Landschaftsschutz- und EU-Vogelschutzgebieten.
Im Landkreis befinden sich insgesamt zehn und zum Teil mit anderen Landkreisen überlappende FFH-Gebiete.
| Anstieg der Frankenhöhe östlich der A 7                           |    | 6528-371 WDPA: 555521587 | Landkreis Ansbach, Landkreis Neustadt an der Aisch-Bad Windsheim                      |  | ⊙ | 3.447,22 |  |
| Aurach zwischen Emskirchen und Herzogenaurach                     | BW | 6430-371 WDPA: 555521541 | Landkreis Neustadt an der Aisch-Bad Windsheim, Landkreis Erlangen-Höchstadt           |  | ⊙ | 199,08   |  |
| Fledermauswinterquartiere des Steigerwalds und der Frankenhöhe    | BW | 6427-371 WDPA: 555521537 | Landkreis Ansbach, Landkreis Neustadt an der Aisch-Bad Windsheim, Landkreis Kitzingen |  | ⊙ | 4,74     |  |
| Gipshügel bei Külsheim und Wüstphül                               |    | 6428-371 WDPA: 555521540 | Landkreis Neustadt an der Aisch-Bad Windsheim                                         |  | ⊙ | 61,09    |  |
| Mausohrkolonien in Steigerwald, Frankenhöhe und Windsheimer Bucht | BW | 6428-302 WDPA: 555521539 | Landkreis Ansbach, Landkreis Neustadt an der Aisch-Bad Windsheim                      |  | ⊙ | 0,00     |  |
| Moorweiher im Aischgrund und in der Grethelmark                   | BW | 6330-371 WDPA: 555521465 | Landkreis Neustadt an der Aisch-Bad Windsheim, Landkreis Erlangen-Höchstadt           |  | ⊙ | 215,11   |  |
| Naturwaldreservate der Frankenhöhe                                | BW | 6527-372 WDPA: 555521586 | Landkreis Neustadt an der Aisch-Bad Windsheim, Landkreis Ansbach                      |  | ⊙ | 243,91   |  |
| Schwadengraben                                                    | BW | 6428-301 WDPA: 555521538 | Landkreis Neustadt an der Aisch-Bad Windsheim                                         |  | ⊙ | 6,00     |  |
| Vorderer Steigerwald mit Schwanberg                               |    | 6327-371 WDPA: 555521463 | Landkreis Neustadt an der Aisch-Bad Windsheim, Landkreis Kitzingen                    |  | ⊙ | 8.350,89 |  |
| Zenn von Stöckach bis zur Mündung                                 | BW | 6530-371 WDPA: 555521588 | Landkreis Neustadt an der Aisch-Bad Windsheim, Landkreis Fürth, Fürth                 |  | ⊙ | 609,31   |  |
| Legende für Fauna-Flora-Habitat                                   |    |                          |                                                                                       |  |   |          |  |